# Бейзер, Михаил Сулевич
Михаи́л Су́левич Бе́йзер (Михаэль, англ. Michael Beizer, ивр. מיכאל בייזר‎, родился 8 апреля 1950 года, Ленинград, СССР) — российский писатель, журналист, отказник. Впоследствии — израильский историк и сотрудник Джойнта.

## Биография

### В СССР
В 1967 году окончил физико-математическую школу № 239 (в настоящее время Президентский физико-математический лицей № 239). В школе был членом литературного клуба «Алые паруса». В 1973 году окончил физико-механический факультет Ленинградского политехнического института. С 1973 по 1987 годы работал программистом в ЦНИИ «Румб» и Всесоюзном проектно-технологическом институте (ВПТИ) «Энергомаш».
В 1979 году подал заявление на выезд в Израиль и получил отказ. С этого момента включился в активную борьбу отказников за выезд.
Руководил подпольным домашним семинаром по еврейской истории и культуре (1982—1987), редактировал (с С. Фрумкиным, В. Бирканом и др.) самиздатовский «Ленинградский еврейский альманах» (1983—1987), водил самодеятельные экскурсии по еврейским историческим местам Ленинграда (с 1982 года). Тексты экскурсий печатались в «ЛЕА», а затем вышли в Самиздате отдельной книгой «Евреи в Петербурге» (1986 год).

### Репатриация
23 марта 1987 года семеро отказников с плакатами «Мы хотим права на выезд», «Отпусти народ мой» ровно в полдень встали напротив входа в Ленинградский обком КПСС, располагавшийся в Смольном. Власти не решились разогнать пикет, но пригнали некую группу людей, вступивших в дискуссию с активистами и заслонившую плакаты от улицы. На следующий день, утром, в радиопрограмме «Ленинградская панорама» прозвучал короткий репортаж о пикете, а в газете «Вечерний Ленинград» было напечатано интервью с начальником ленинградского ОВИРа, который откровенно соврал, сказав, что отказники располагают знаниями о «гостайнах». Через три дня после выхода выпуска газеты М. Бейзеру, «отказнику» с 8-летним стажем, участнику пикета, позвонили из ОВИРа и сказали, что его запрос об отъезде решён положительно. В течение полугода выпустили из страны и остальных смелых активистов. Но две последующие демонстрации властями города были сорваны.

### В Израиле
Получив разрешение на отъезд, в 1987 году репатриировался в Израиль. Окончил докторантуру в Еврейском университете в Иерусалиме. В 1996 году получил степень доктора философии по истории за работу «Евреи Ленинграда в межвоенный период».
С 1997 года работал в «Джойнте», где вначале занимался содействием еврейским общинам СНГ в поиске, реституции (возврате) и ремонте синагог, в прошлом конфискованных советской властью. До конца 2017 года — научный консультант директора русского отделения «Джойнта». Одновременно вел исследовательскую и преподавательскую работу в Еврейском университете Иерусалима. С 2002 года — исторический консультант и член Правления Центра документации еврейского национального движения в Советском Союзе «Запомним и сохраним» (Хайфа).

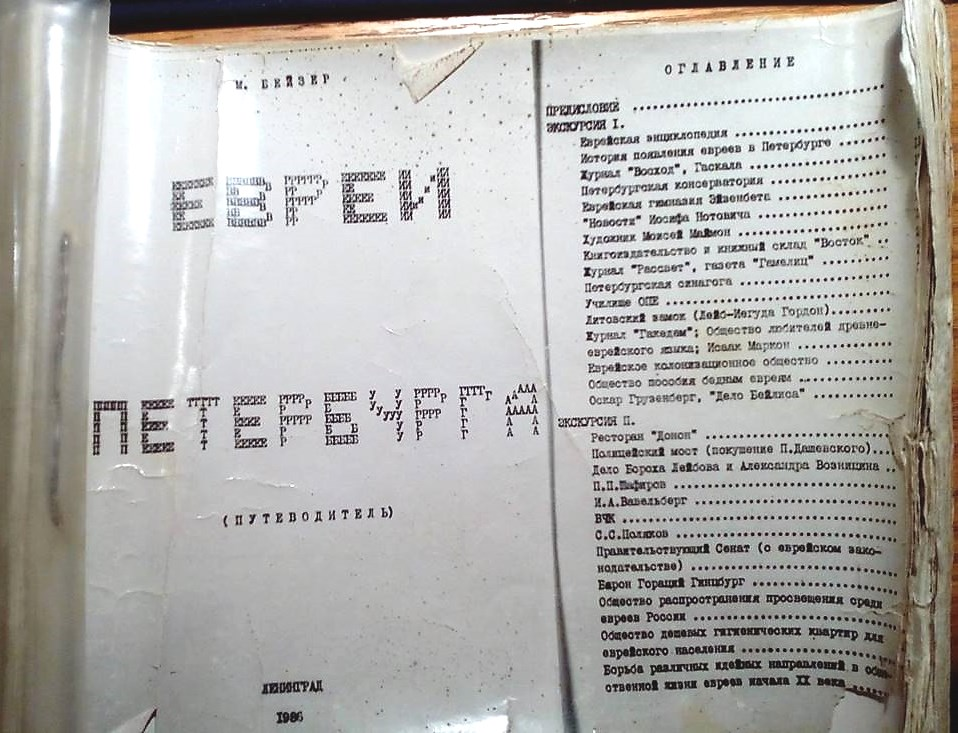
Самиздатовская книга М. Бейзера «Евреи Петербурга»

С 2018 года — научный редактор электронной энциклопедии «Еврейский Петербург».

## Научная биография
- 1967—1973 годы: магистратура на физико-механическом факультете Ленинградского политехнического института (ныне Санкт-Петербургский Политехнический университет имени Петра Великого);
- 1980—1987 — параллельно работе программистом, самообразование в области еврейской истории, первые публикации в машинописном «Ленинградском еврейском альманахе»; 1986 год — выход книги «Евреи в Петербурге» в самиздате;
- 1987—1990 — учёба в Еврейском университете те в Иерусалиме в качестве кандидата в докторанты;
- 1990—1996 — учёба в докторантуре, написание диссертации и получение докторской степени (PhD) в Институте современного еврейства Еврейского университета та на тему «Евреи Ленинграда (Петрограда) между мировыми войнами». Руководитель — профессор Мордехай Альтшулер;
- 1992—1997 — сотрудник Центра по исследованию и документации восточно-европейского еврейства Еврейского университета и соредактор журнала Центра «Jews in Eastern Europe»;
- с 1998 — заместитель главного редактора журнала «Вестник Еврейского университета»[7];
- 1998—2018 — исследовательская и преподавательская работа на кафедре еврейской истории Института иудаики Еврейского университета. Тематика — история евреев России и Советского Союза.
- 2018 — вышел на пенсию в должности англ. Research Fellow.

Его историческая работа, изданная в 1999 году на основе доработанной диссертации «Евреи Ленинграда, 1917—1939: Национальная жизнь и советизация», удостоена в 2000 году Анциферовской премии в номинации «Лучшая зарубежная книга о Санкт-Петербурге».

## Сочинения
- Бейзер М. Евреи в Петербурге. — Иерусалим: Библиотека-Алия, 1989. — 320 с.
- Бейзер М. Евреи в Петербурге. — Иерусалим: Б-ка «Алия», 1990. — 320 с. — (репринт с изд. 1989 г.). — ISBN 965-320-136-0.
- Michael Beizer. The Jews of St. Petersburg. Excursions through a Noble Past. — Philadelphia; New York : The Jewish Publication Society, 1989. — 328 p. — ISBN 0-8276-0321-5
- Бейзер М. Евреи Ленинграда, 1917—1939: Национальная жизнь и советизация. — М.; Иерусалим: «Мосты культуры», «Гешарим», 1999. — 448 c. — ISBN 5-93273-005-6
- Бейзер М. «יהודי לנינגרד 1939—1917» («Евреи Ленинграда, 1917—1939») — Иерусалим: Центр Залмана Шазара по еврейской истории, 2005. — 408 c. — ISBN 965-227-199-3 (иврит)
- Бейзер М. Синагоги СНГ в прошлом и настоящем Архивная копия от 1 октября 2007 на Wayback Machine, Our Legacy: The CIS Synagogues, Past and Present — М.; Иерусалим: «Мосты культуры», «Гешарим», 2002. — 182 с., ок. 200 фотографий. — ISBN 5-93273-085-4 (рус.) (англ.)
- Бейзер М., Мицель М. «Американский брат. Джойнт в России, СССР, СНГ». (на русском и английском языках. Английское название: TheAmerican Brother. The «Joint» in Russia, the USSR and the CIS) — Иерусалим; Москва: Американский Еврейский Объединённый Распределительный Комитет «Джойнт», 2004. — 208 с., ок. 200 фотографий. — ISBN 965-90275-1-6 (рус.) (англ.)
- Michael Beizer. Relief in Time of Need: Russian Jewry and the Joint 1914—1924. — Bloomington: Slavica Press, Indiana University, 2015. 300 pp. ISBN 978-0-89357-420-8 (англ.)
- דע מאין באנו: רקע היסטורי-חברתי של עולי ברית המועצות. («Знай, откуда мы пришли: историко-социальный генезис репатриантов из Советского Союза»). — Иерусалим: Министерство просвещения и культуры, 1992. Под ред. Бейзера М. и Перламутр Р. — 178 с. — ISBN 965-444-006-7 (иврит)
- Антропова И. Сборник документов по истории евреев Урала. Из фондов учреждений досоветского периода Государственного архива Свердловской области. Под научной редакцией Бейзера М. и Раскина Д. Москва: Древлехранилище, 2004. — 460 c. ISBN 5-93646-074-6
- מיכאל בייזר. תולדות יהודי רוסיה. ממהפכות 1917 עד נפילת ברית המועצות («История евреев России, От революций 1917 года до распада Советского Союза»). — под ред. Михаэля Бейзера. Иерусалим, Центр Залмана Шазара по исследованию истории еврейского народа, 2015. 370 с. ISBN 978-965-227-321-5 (иврит)
- «История еврейского народа в России. От революций 1917 года до распада Советского Союза». Под ред. Михаэля Бейзера. — М.; Иерусалим: «Мосты культуры», «Гешарим», 2017. — 478 с. ISBN 978-5-93273-457-5
- Таратута, Ида и Аба. «Негрустные воспоминания о нашей семье, жизни в Ленинграде и борьбе за выезд в Израиль». Научный ред. Михаэль Бейзер. Хайфа, 2016. — 180 с. ISBN 978-965-91098-2-1
- Daughter of the Shtetl. The Memoirs of Doba-Mera Medvedeva. Translated by Alice Nakhimovsky. Edited and introduced by Michael Beizer and Alice Nakhimovsky. Boston, Academic Studies Press, 2019. 152 pp. 11 illus. ISBN 978-1-61811-435-8 (hardback) / 978-1-61811-436-5 (paperback) (англ.)
- Aba & Ida Taratuta. Cheerful Memories/Troubled Years: A Story of a Refusenik’s Family in Leningrad and its Struggle for Immigration to Israel. Academic editor — Michael Beizer. Boston, Academic Studies Press, 2019. 164 pp.; 52 illus. ISBN 9781644690437 (hardback) / 9781644690444 (paperback) (англ.)
- Beizer M., Komaromi, A. A time to sow : refusenik life in Leningrad, 1979–1989. Toronto, 2025. — ISBN 9781487557270

См. также:
- статьи на сайте Заметки по еврейской истории Архивная копия от 2 апреля 2014 на Wayback Machine
- статьи на сайте Academia.edu: Michael Beizer Архивная копия от 29 октября 2017 на Wayback Machine